# سيرجيو مارشي (سياسي)
سيرجيو مارشي هو دبلوماسي وسياسي كندي، ولد في 12 مايو 1956 في بوينس آيرس في الأرجنتين. حزبياً، نشط في الحزب الليبرالي الكندي. وقد انتخب عضو مجلس العموم الكندي.